# Starý Bydžov
Starý Bydžov è un comune della Repubblica Ceca facente parte del distretto di Hradec Králové, nella regione omonima.